# Macrochiron sargassi
Macrochiron sargassi är en kräftdjursart som beskrevs av Georg Ossian Sars 1916. Macrochiron sargassi ingår i släktet Macrochiron och familjen Macrochironidae. Inga underarter finns listade i Catalogue of Life.